# جاك تايلور (عازف قيثارة)
جاك تايلور (بالإنجليزية: Jack Taylor)‏ هو عازف قيثارة أمريكي، ولد في 1965، وتوفي في 1997.